# Уилсон, Альфред Мак
Альфред Мак Уилсон (англ. Alfred Mac Wilson; 13 января 1948 — 3 марта 1969) — американский морской пехотинец, посмертно награждённый медалью Почёта, за героизм, проявленный во Вьетнаме в марте 1969 года. Взвод Уилсона по возвращении из разведывательной миссии попал в засаду, пулемётчик и его помощник получили ранения. В ходе перестрелки с неприятелем, пытающимся захватить пулемёт между Уилсоном и его товарищем-морпехом приземлилась граната. Уилсон накрыл её телом, приняв на себя всю мощь взрыва. Он пожертвовал жизнью, чтобы спасти товарища.

## Биография
Альфред Уилсон родился 13 января 1948 года в Олни, штат Иллинойс. В 1950 году он переехал со своей семьёй в г. Одесса, штат Техас, где посещал начальную школу Барлесона, младшую хай-скул Крокетт, в 1967 году он окончил старшую хай-скул Одессы. Во время учёбы в хай-скул он играл в футбол и трек, также посещал распределительный образовательный клуб. Он увлекался стрельбой, охотой, рыбалкой, футболом и теннисом.   
1 ноября 1967 года Уилсон вступил в ряды резерва корпуса морской пехоты в г. Абилин, штат Техас. 14 января 1968 он был зачислен на регулярную службу в корпусе морской пехоты.
Уилсон прошёл программу подготовки рекрутов в 3-м учебном батальоне учебного полка на базе в Сан-Диего, штат Калифорния. По завершении подготовки в апреле 1968 года он был переведён на базу Кэмп-Пендлтон, где в мае прошёл индивидуальную боевую подготовку в составе роты D, первого батальона второго учебного пехотного полка и базовую пехотную подготовку в июне. 1 июля 1968 года он был произведён в рядовые первого класса.   
В июле 1968 Уилсон прибыл во Вьетнам, где был зачислен стрелком в роту D, первого батальона 27-го полка первой дивизии морской пехоты, где прослужил до сентября 1968 года затем был переведён в роту М третьего батальона девятого полка третьей дивизии морской пехоты.
Уилсон погиб в бою 3 марта 1969 года близ базы огневой поддержки Каннингем провинции Куанг-Чи. Взвод Уилсона по возвращении из разведывательной миссии попал в засаду. В ходе перестрелки с неприятелем, пытающимся захватить пулемёт у раненого пулемётчика между Уилсоном и его товарищем- морпехом приземлилась граната. Уилсон накрыл её телом, приняв на себя всю мощь взрыва. Он пожертвовал жизнью, чтобы спасти товарища. За эти действия Уилсон был посмертно произведён в капралы и награждён медалью Почёта. Он был похоронен на мемориальном кладбище Сансет-Гарденс в г. Одесса, штат Техас.
20 апреля 1970 года вице-президент Спиро Агню вручил медаль Почёта его семье в Белом доме.

## Наградная запись к медали Почёта
Президент Соединённых штатов с гордостью вручает медаль Почёта посмертно
Рядовому первого класса Альфреду М. Уилсону Корпус морской пехоты Соединённых штатов
За службу как то указано в последующей записи:  
За выдающуюся храбрость и отвагу проявленную с риском для жизни при выполнении долга службы и выходя за его пределы в ходе службы стрелком роты М, третьего батальона, девятого полка, третьей дивизии морской пехоты в бою против вражеских сил в Республике Вьетнам. 3 марта 1969 года по возвращении из разведки в ходе выполнения боевой задачи близ базы огневой поддержки Каннингем в провинции Куанг Чи первый взвод роты М попал под плотный огонь из автоматического оружия и был забросан гранатами северовьетнамцев, которые занимали хорошо прикрытые позиции. Им удалось прижать к земле центр колонны. Быстро оценив ситуацию рядовой первого класса Уилсон, оказавшись в роли командира отделения умело перестроил своё отделение для огневой поддержки, которое действовало как блокирующий отряд в то время как другое отделение направилось для обхода противника фланга. В ходе последующей перестрелки пулемётчик и его помощник были серьёзно ранены и не могли вести огонь из пулемёта. Понимая важность спасения пулемёта М-60 и поддержания плотного огня против вражеских сил рядовой первого класса Уилсон полностью презрев собственную безопасность сопровождаемый другим морским пехотинцем бесстрашно бросился через простреливаемую местность для спасения орудия. Когда они достигли пулемёта северовьетнамский солдат бросил гранату в морских пехотинцев. Реагировав немедленно рядовой первого класса Уилсон выпустил очередь из своей винтовки М-16, убив вражеского солдата. Увидев, что граната приземлилась между ним и другим морским пехотинцем рядовой первого класса Уилсон полностью осознавая неизбежный результат своих действий крикнул своему товарищу и не колеблясь накрыл гранату своим телом, поглотив полную силу взрыва своим телом. Его героические действия вдохновили солдат его взвода на максимальные усилия, когда они пошли в атаку и разбили неприятеля. Своим неукротимым мужеством, вдохновляющей отвагой и самоотверженным посвящением долгу рядовой первого класса Уилсон поддержал высочайшие традиции корпуса морской пехоты и военно-морской службы США. Он храбро отдал свою жизнь за свою страну. 
/подписано/Ричард Никсон
Оригинальный текст (англ.)
The President of the United States takes pride in presenting the MEDAL OF HONOR posthumously to

PRIVATE FIRST CLASS ALFRED M. WILSON

UNITED STATES MARINE CORPS

for service as set forth in the following CITATION:.
For conspicuous gallantry and intrepidity at the risk of his life above and beyond the call of duty while serving as a Rifleman with Company M, Third Battalion, Ninth Marines, Third Marine Division in action against hostile forces in the Republic of Vietnam. On March 3, 1969, while returning from a reconnaissance in force mission in the vicinity of Fire Support Base Cunningham in Quang Tri Province, the First Platoon of Company M came under intense automatic weapons fire and a grenade attack from a well-concealed North Vietnamese Army force pinning down the center of the column. Rapidly assessing the situation, Private First Class Wilson, acting as Squad Leader, skillfully maneuvered his squad to form a base of fire and act as a blocking force while the point squad moved to outflank the enemy. During the ensuing fire fight, both his machine gunner and assistant machine gunner were seriously wounded and unable to operate their weapon. Realizing the importance of recovering the M-60 machine gun and maintaining a heavy volume of fire against the hostile force, Private First Class Wilson, with complete disregard for his own safety, followed by another Marine, fearlessly dashed across the fire-swept terrain to recover the weapon. As they reached the machine gun, a North Vietnamese soldier threw a grenade at the Marine. Reacting instantly, Private First Class Wilson fired a burst from his M-16 rifle killing the enemy soldier. Observing the grenade fall between himself and the other Marine, Private First Class Wilson, fully realizing the inevitable result of his actions, shouted to his companion and unhesitatingly threw himself on the grenade, absorbing the full force of the explosion with his own body. His heroic actions inspired his platoon members to maximum effort as they aggressively attacked and defeated the enemy. Private First Class Wilson's indomitable courage, inspiring valor and selfless devotion to duty upheld the highest traditions of the Marine Corps and the United States Naval Service. He gallantly gave his life for his country.
/S/ Richard M. Nixon

## Награды и почести
Уилсон был также награждён медалями Пурпурное сердце, «За службу национальной обороне», «За службу во Вьетнаме» и «За кампанию во Вьетнаме» (медаль Южного Вьетнама).
| A light blue ribbon with five white five pointed stars |  |  |
|                                                        |  |  |

| медаль Почёта                           | медаль Почёта                           | медаль Почёта                  | медаль Пурпурное сердце        | медаль Пурпурное сердце     | медаль Пурпурное сердце     |
| Медаль «За службу национальной обороне» | Медаль «За службу национальной обороне» | Медаль «За службу во Вьетнаме» | Медаль «За службу во Вьетнаме» | Медаль вьетнамской кампании | Медаль вьетнамской кампании |

Имя Уилсона записано на мемориале ветеранов Вьетнама («Стене») на панели 30W линия № 035.
Благодаря усилиям конгрессмена Майка Конвея и сенатора Джона Корнина в честь Уилсона был назван офис почты США на авеню Техас в г. Одесса, штат Техас.
В июле 2015 младшая школа Худ в Одессе была переименована в среднюю школу имени Уилсона и Янга.